# José Frederico Ludovice
José Frederico Viola de Drummond Ludovice • GCM • (Lisboa, 2 de fevereiro de 1958), diplomata português, é, desde 2024, secretário adjunto Ibero-Americano, sendo o primeiro português a exercer tal cargo internacional. Foi embaixador de Portugal na Argentina, Paraguai, Tunísia e Líbia e representante adjunto perante a Autoridade Palestiniana e no comité político e de segurança da União Europeia, em Bruxelas, tendo ainda exercido funções nas embaixadas de Portugal em Tel Aviv (Israel) e Camberra (Austrália), bem como sido diretor executivo do Centro Norte-Sul do Conselho da Europa, assessor diplomático do primeiro-ministro português, e, no  ministério dos negócios estrangeiros, chefe de divisão na direção de serviços do Médio Oriente e Magrebe.

## Biografia

### Carreira diplomática
- Licenciado em Direito pela Universidade Livre de Lisboa foi aprovado no concurso de admissão aos lugares de adido de embaixada, aberto, pelo  ministério dos negócios estrangeiros, em 30 de dezembro de 1989;[1][2][3]
- adido de embaixada, na Secretaria de Estado, em 21 de dezembro de 1990, sendo promovido a secretário de embaixada, em 15 de dezembro de 1992;[1]

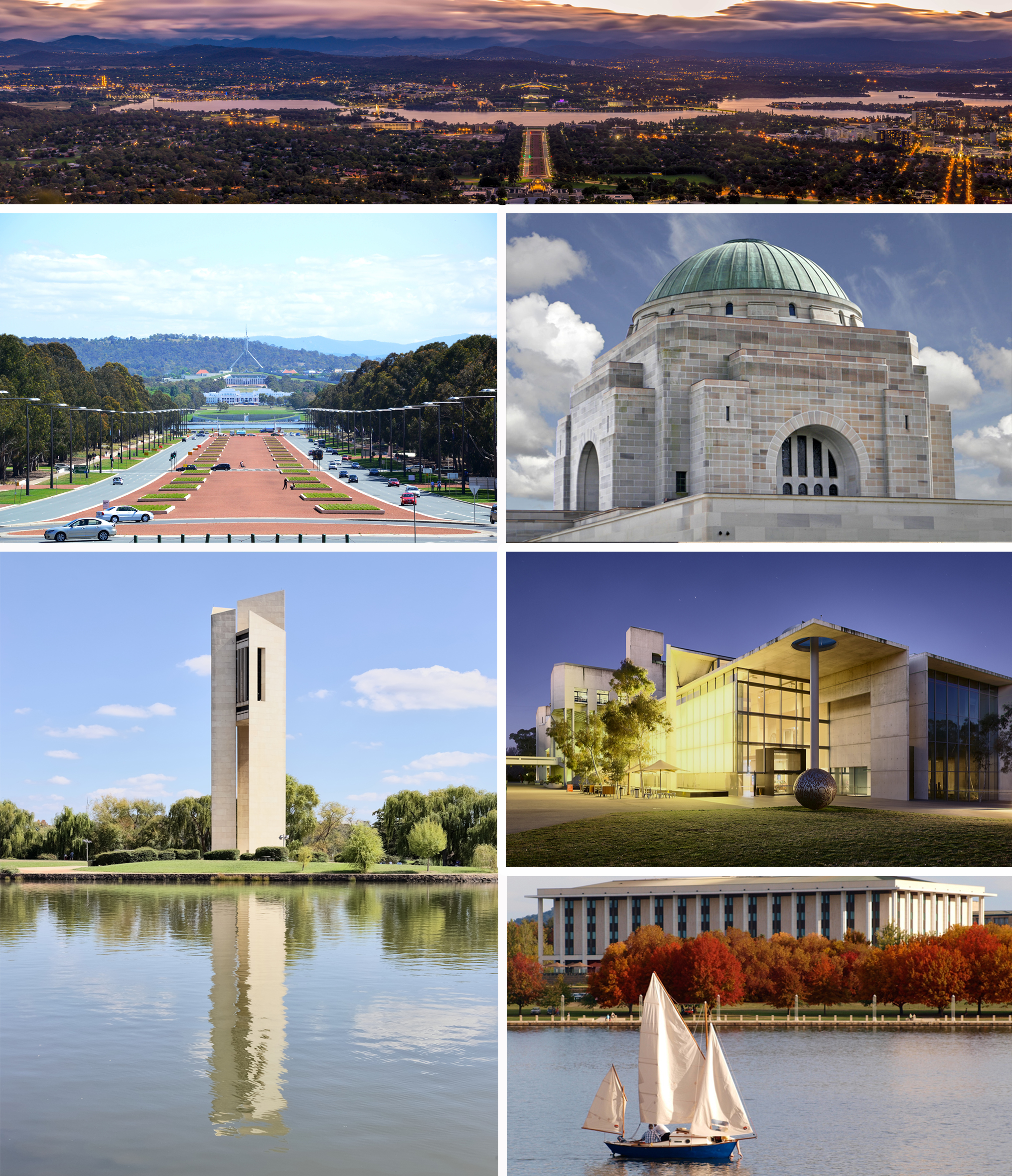
Camberra, Austrália, primeiro posto diplomático no exterior de José Frederico Ludovice

- na embaixada de Portugal em Camberra, em 31 de agosto de 1995; sendo encarregado de negócios interino, de 1 de maio a 30 de junho de 1996, e promovido a primeiro-secretário de embaixada, em 22 de Dezembro de 1998;[1][2]
- na embaixada de Portugal em Tel Aviv, em 20 de agosto de 1999; sendo encarregado de negócios interino, de 1 de junho a 2 de setembro de 2001;[1][2]
- acumulando, nessa sua colocação em posto em Israel, a função de representante adjunto perante a Autoridade Palestiniana;
- na Secretaria de Estado, como chefe de divisão na direção de serviços do Médio Oriente e Magrebe, em 3 de outubro de 2002;[1]

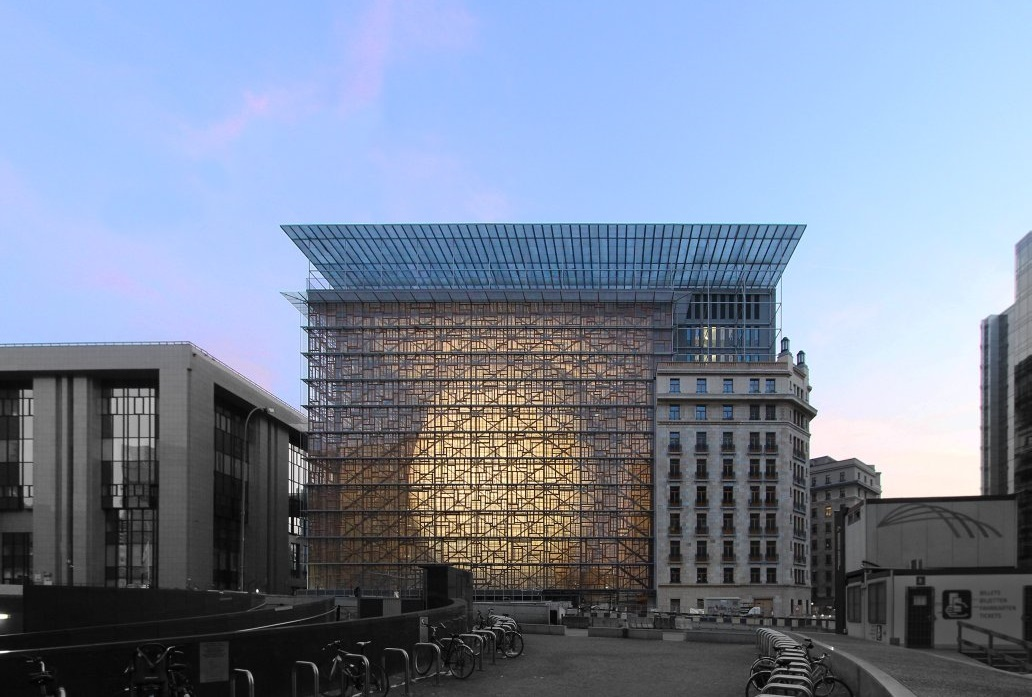
Edifício-sede do Conselho da União Europeia, em Bruxelas

- assessor diplomático do primeiro-ministro português, de 2005 a 2009;[2][4]
- de 2009 a 2012, na representação permanente de Portugal junto da União Europeia, em Bruxelas, sendo representante permanente adjunto no Comité político e de segurança, órgão responsável por acompanhar a evolução da situação internacional e coordenar as posições de política externa, defesa e segurança comum dos Estados-membros da União Europeia;[2][4]
- de 2012 a 2014, foi chefe de gabinete do secretário adjunto e diretor de planeamento na SEGIB Secretaria-Geral Ibero-Americana, em Madrid;[2]
- de 2014 a 2016, foi diretor executivo do Centro Norte-Sul do Conselho da Europa, instituição, com sede em Lisboa, que tem por objetivo a promoção do diálogo, nomeadamente, intercultural entre o Norte e o Sul, fomentar a solidariedade e aumentar a consciencialização para a interdependência global, transmitindo os valores da democracia e dos direitos humanos, contexto em que é atribuído, anualmente, o prémio Norte-Sul do Conselho da Europa a duas personalidades, uma do norte e outra do sul, que se tenham distinguido pelo empenho na proteção dos direitos humanos, democracia e estado de Direito, contribuindo, deste modo, para o diálogo norte-sul e a interdependência global;[2][5][6][7]

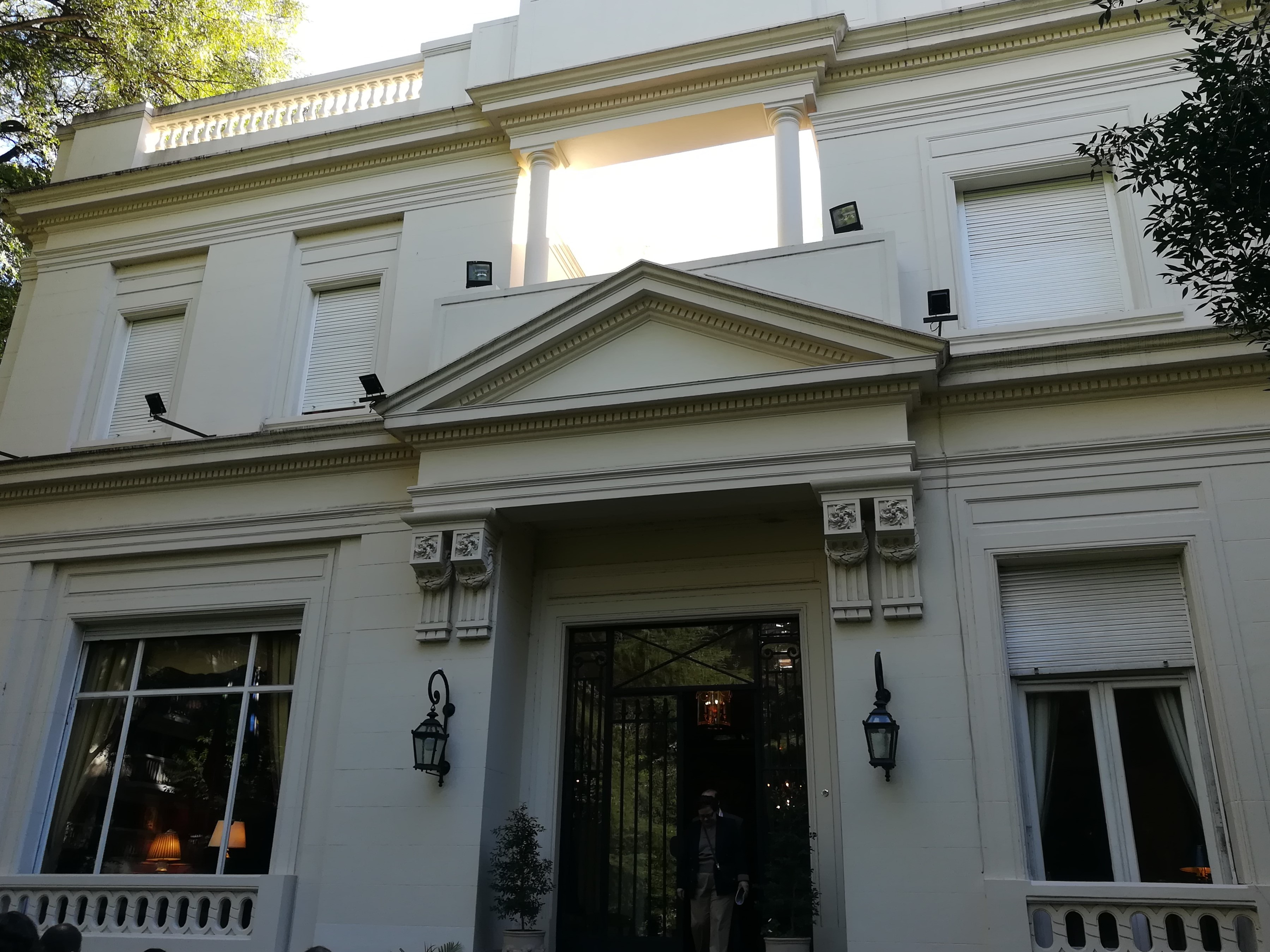
Residência do embaixador de Portugal, em Buenos Aires, na Argentina, que José Frederico Ludovice habitou de 2020 a 2024

- embaixador de Portugal na Tunísia, de 19 de outubro de 2016 a 16 de novembro de 2020 e, simultaneamente, embaixador não-residente na Líbia; cargo onde sempre se preocupou em desenvolver as várias vertentes da relação bilateral entre Portugal e a Tunísia, em particular na cooperação, e crescimento do comércio e do investimento recíprocos, nas áreas das finanças, economia, indústria farmacêutica, tecnologias da informação e comunicação, infraestruturas, agroalimentação, ambiente, energias renováveis, segurança (aqui relevando a gestão de fronteiras, segurança aeroportuária, fraude documental, policiamento comunitário e tráfico de pessoas), turismo, educação, ensino superior e cultura, assinalando a importância da história, gastronomia, língua portuguesa e do fado), e aí revelando a sua paixão pelo piano (que toca e o carrega em cada mudança de posto), pela música, sobretudo clássica e jazz, e pela pintura, dedicando-se à aguarela), sendo oriundo de uma família de artistas. Assinalando as comemorações do 60.º aniversário de relações diplomáticas entre a Tunísia e Portugal, participou na organização da 4.ª reunião da comissão mista de alto nível (20 e 21 de novembro de 2017, que incluiu a visita oficial do primeiro-ministro de Portugal, António Costa) e no fórum económico promovido pela UTICA (Union Tunisienne de Industrie, du Commerce et de Artisanat), com forte participação de empresas tunisinas e portuguesas, e a criação, em 2018, quer da Câmara de Comércio e Indústria Tuniso-Portuguesa, quer da Associação de Amizade Portugal-Tunísia , ambas impulsionadoras do reforço das relações comerciais em muitas áreas inovadoras. É também durante o seu mandato que, após a assinatura de um memorando entre os dois países, por um lado, é permitida a mobilidade estudantil no ensino superior, e, por outro, o ensino de português iniciou-se em 2016 na Escola Secundária Sadiki, na capital tunisina, e se estabeleceu como objetivo expandir gradualmente a oferta da disciplina de língua portuguesa para outras escolas de ensino médio na Grande Túnis, através da cooperação entre o ministério da educação da Tunísia e o Instituto Camões e seus professores ali destacados;[2][8][9][10][11][12][13][14][15][16][17][18][19][20][21][22]

- embaixador de Portugal na Argentina de 30 de outubro de 2020 a 4 de julho de 2024, e, simultaneamente, embaixador não-residente no Paraguai; no desempenho dessa função privilegiou a diplomacia cultural e económica, tendo-se verificado, durante a sua permanência naquele posto, o crescimento do comércio bilateral de bens e serviços entre Portugal e a Argentina, o desenvolvimento conjunto de programas de cooperação em diversas áreas, a colaboração em fóruns multilaterais e a participação da cidade de Lisboa como convidada de honra na edição de 2024 da Feira do Livro de Buenos Aires (evento em que se mereceram destaque a Casa Fernando Pessoa e a Galeria de retratos de escritores portugueses), bem como o apoio de Portugal à conclusão do Acordo Mercosul-União Europeia e à entrada da Argentina na OCDE (Organização para a Cooperação e Desenvolvimento Econômico);[2][23][24][25][26][27][28][29][30][31][32][33][34][35][36]

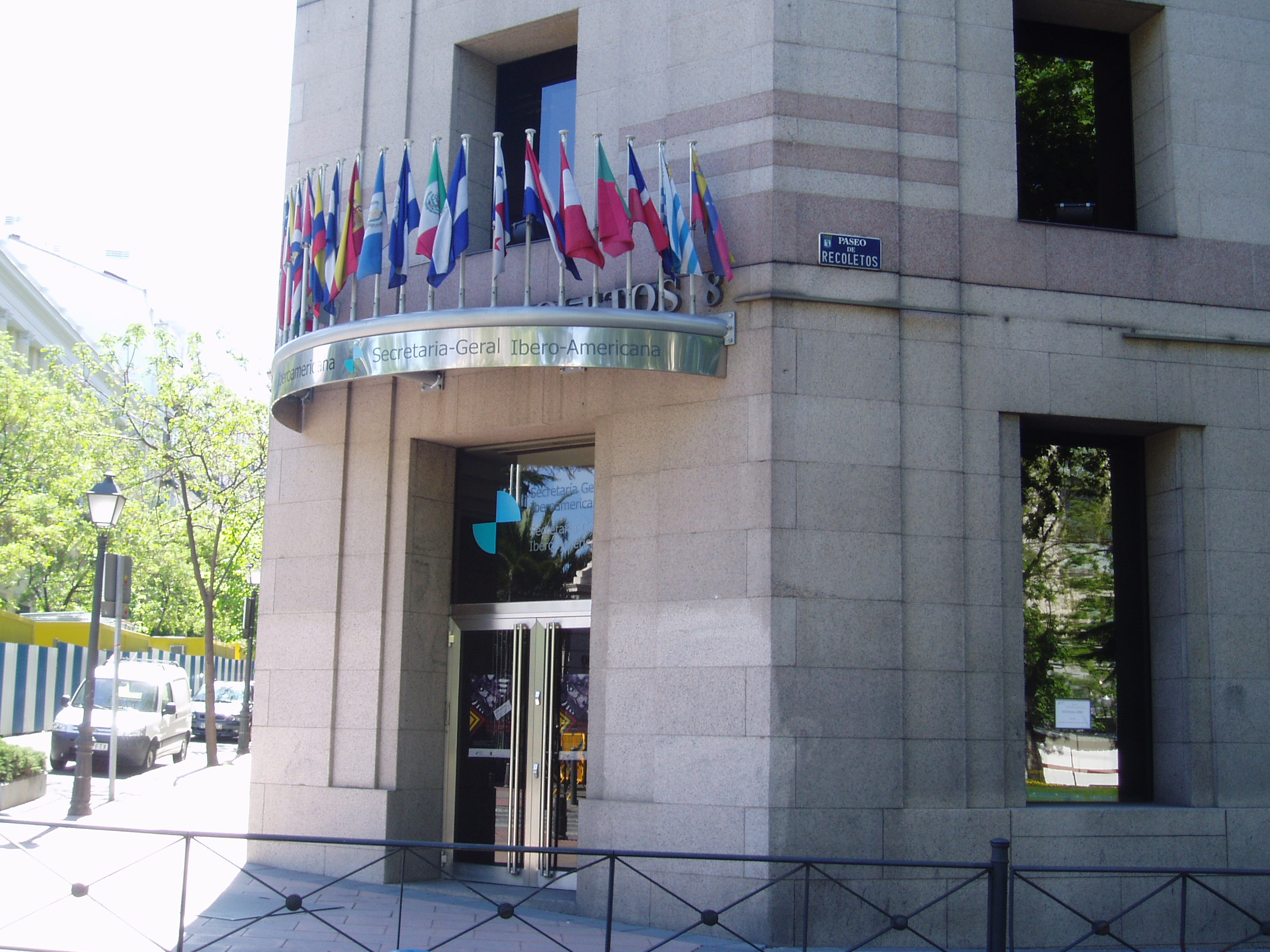
Sede da Secretaria-Geral Ibero-Americana, em Madrid

- secretário adjunto Ibero-Americano, da Secretaria-Geral Ibero-Americana, organização internacional com sede em Madrid. Foi nomeado por consenso, a 26 de setembro de 2024, no âmbito da reunião realizada em Nova Iorque de ministras e ministros Ibero-Americanos de relações exteriores, sendo o primeiro português a exercer este cargo.[2][37][38][39][40][41][42]

## Reconhecimento

### Ordens honoríficas de Portugal
Foi agraciado, pelo presidente da República Portuguesa, por serviços relevantes desempenhados em prol do estado português, com a seguinte condecoração:
- Grã-cruz da Ordem do Mérito (4 de outubro de 2016);[43][2]

### Ordens honoríficas de outros Estados
- Comendador da Ordem da Independência, da Jordânia (28 de maio de 2009).[44]

### Louvor
- do primeiro-ministro, a 22 de setembro de 2009; nele se tendo, a dada altura, exarado: «Pela forma como exerceu as suas funções no meu Gabinete - com profissionalismo, competência, empenho, lealdade e dedicação pessoal - e pelas elevadas qualidades humanas que o caracterizam, é de elementar justiça conferir este público louvor ao Dr. José Frederico Ludovice.» [4]